# Zenone da Campione
Zenone da Campione († um 1380)  war ein italienischer Bildhauer der frühen Gotik. Er stammte aus Campione d’Italia, einer vom schweizerischen Kanton Tessin umgebene Enklave der Lombardei. Er ist einer der Campionesischen Meister (it. Magistri Campionesi), einer unter diesem Notnamen zusammengefassten Gruppe von mittelalterlichen Bildhauern, Steinmetzen und Architekten des 13. und 14. Jahrhunderts, die alle aus Campione d’Italia stammten. Sein Name da Campione wurde so aufgrund seiner Herkunft gegeben, er stellt jedoch keinen Familiennamen dar.
In Spilimbergo im Friaul schuf Zenone für den Dom Santa Maria Maggiore, die 1284 erbaute Kathedrale dieses kleinen Ortes um 1376 den Nordeingang, die sogenannten porta moresca. Zenones Schaffen kann bis um 1380 vermutet werden.